# 索姆素克·本瓦素勘農達
索姆素克·本瓦素勘農達（泰語：สมสุข บุณยสุขานนท์，1937年—），是一位已退役的泰國男子羽球運動員。
索姆素克·本瓦素勘農達專攻單打，曾代表泰國參加1961年湯姆斯盃並獲得亞軍。在對陣印尼的決賽中，他先后輸給費里·宋尼維爾、陳有福。1967年，他在東南亞運動會獲得男子單打銀牌。
索姆素克·本瓦素勘農達曾在1960年、1964年兩次贏得泰國全國羽球錦標賽男子單打冠軍。